# Wespennest (Backware)

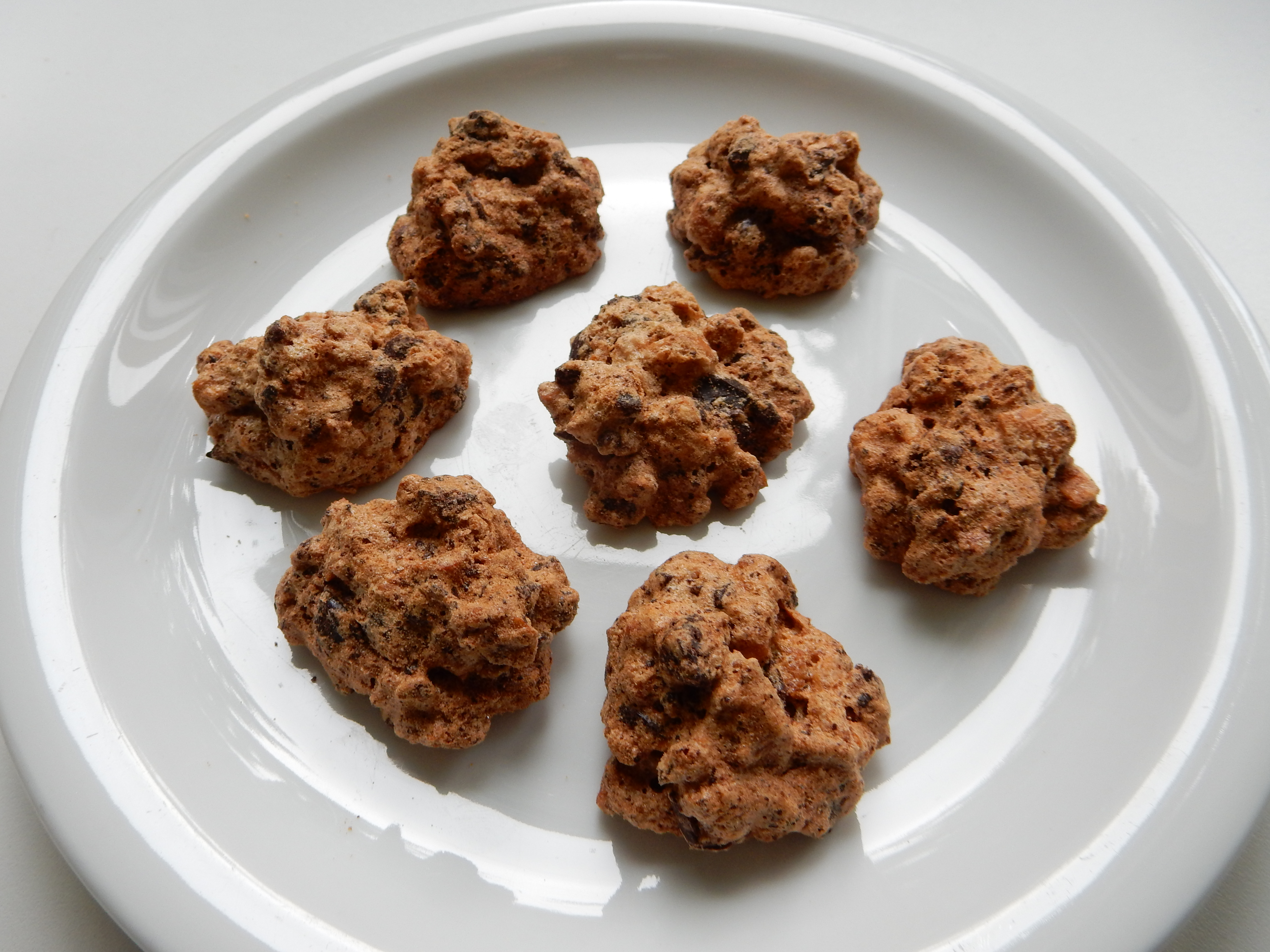
Wespennester aus Windmasse

Wespennester ist die Bezeichnung für verschiedene feine Backwaren, die als Hefegebäck, Schmalzgebackenes oder Baiser hergestellt werden. Ihr Name kommt daher, dass sie einem Wespennest ähnlich sehen. Verschiedene Arten von Gebäck namens Wespennester konnten Sprachforscher ab dem 17. Jahrhundert vorwiegend als österreichisch und bayerisch bezeugen.

## Wespennester aus Hefeteig
In der österreichischen Küche sind gebackene Wespennester mindestens seit dem 18. Jahrhundert bekannt, ein frühes Rezept für ein „Wespennest“ erschien im Kochbuch Freywillig -Auffgesprungener Granat-Apffel. Aus einem feinen Germteig wurden kleine mit Butter oder Schmalz geschmierte Stritzel geformt, wie Schnecken in einen Model gesetzt „biß der Boden ganz übersetzt“ war, nach Belieben mit Rosinen, Zucker und Weinbeerl darunter gebacken. Die Autorin riet für den „Kugelhopff“den gleichen Teig wie für das „Wespennest“ zu verwenden.
Wie die Analyse altösterreichischer Kochbücher zeigt, wurden die häufigen Lieblingsspeisen allmählich über Vorstufen und Varianten entwickelt und erst im Laufe der Zeit benannt. So werden das „Wespennest“ aus dem Granat-Kochbuch und der „Faule Hans“ als eine Vorstufe zum Kärntner Reinling betrachtet: Im Jahr 1688 veröffentlichte das Grazer „Koch- und Artzney-Buch“ das Rezept für „Ein gutes Essen so man den Faulen Hannß nennet“ – ein Hefegebäck, das wie ein Zuckerhut geformt wurde, danach in Scheiben geschnitten, anschließend diese nebeneinander gesetzt gebacken wurden.

## Wespennester fettgebacken
Im Vorarlberg werden Wespennester fettgebacken, indem hölzerne Kochlöffelstiele erst in einen flüssigen Kuchenteig und danach in siedendes Fett getaucht werden; der Vorgang wird mehrmals wiederholt, bis sich ein Küchle in Form eines Wespennests (etwa so groß wie ein Apfel) gebildet hat. Nach dem Abstreifen vom Löffelstiel bleibt eine Öffnung im Wespennest zurück, in diese wird Honig oder Marmelade geträufelt und zuletzt das „Wefzgenescht“ mit Zucker bestreut.

## Wespennester aus Windmasse
Wespennester aus Eischnee und Mandeln sind mindestens seit Beginn des 20. Jahrhunderts bekannt, ein frühes Rezept wurde 1901 im Kochbuch „Die Küche im deutschen Bürgerhause“ veröffentlicht unter dem Namen „Wespennester oder Mandelhäufchen“. Aus gezuckertem Eischnee, Schokolade und Mandelsplitter werden Baiser-Plätzchen gespritzt und gebacken.